# デタント

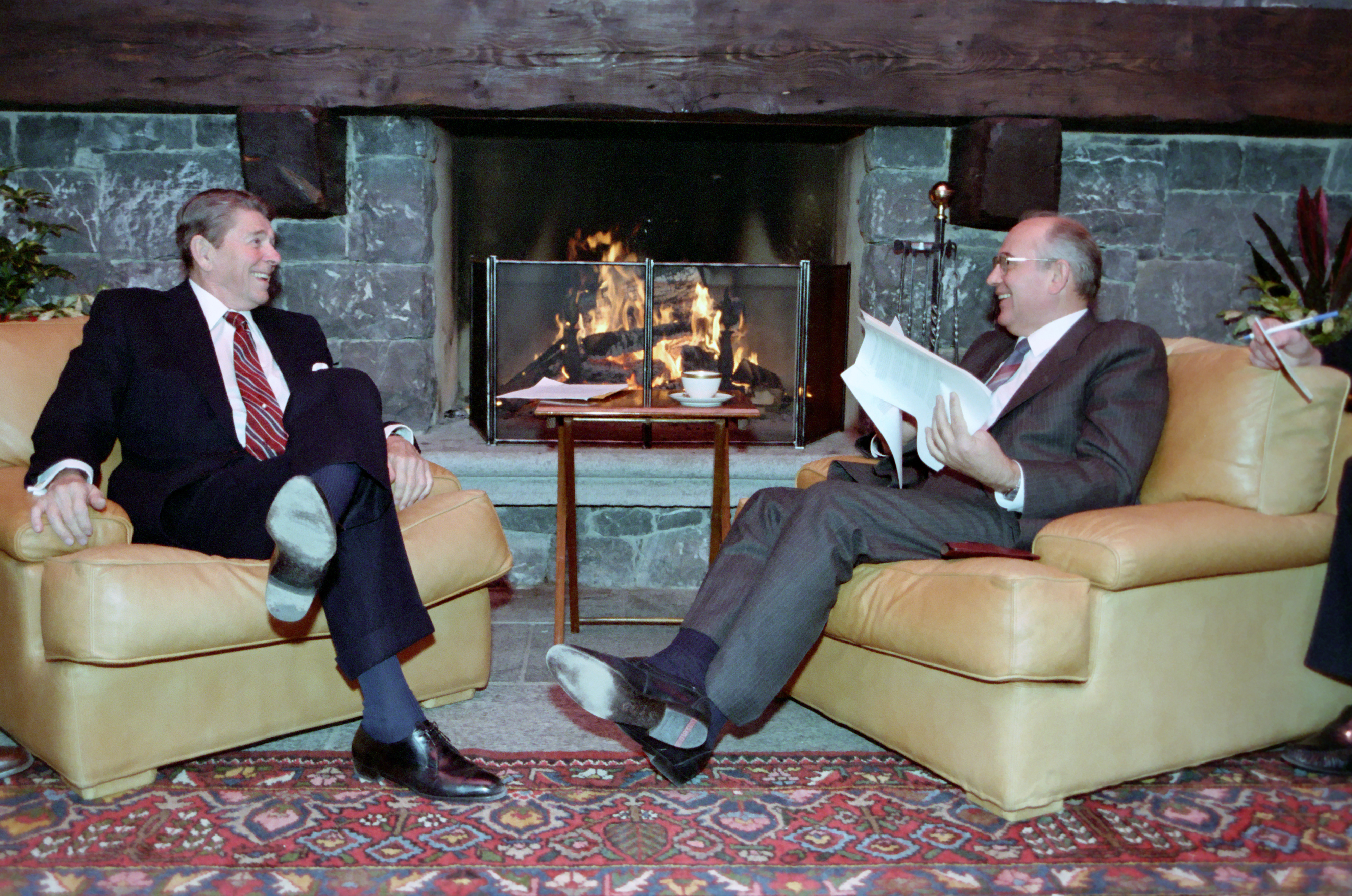
レーガンとゴルバチョフ。初会合から打ち解けた雰囲気となったジュネーブ会談（1985年11月19日）

デタント（フランス語: Détente）とは、戦争の危機にある二国間の対立関係が緊張緩和することを意味する。

## 概説
旧外交の時代において発展した外交概念の一つであり、戦争勃発の危険があるほどに切迫した二カ国間の緊張の緩和を意味する旧時代の外交用語である。しかし、この時点では対立点を解決できるわけではなく、基本的な利害関係は維持されている状態である。この次の段階として「和解」（ラプローシュマン）の段階がある。この段階においては二国（時には片方）が条約を締結する意向を表明して和解を進めようとする。これまで対立していた二国間で紛争のリスクが低下し、合意が成立しうる初期的な現象である。「協商」（アンタント）二カ国が、外交交渉で利害関係や見解についての情報を交換するが、相互理解は限定的であり、一定の分野でしか二カ国関係は改善されない。「宥和」（アピーズメント）両国関係の主要な対立点を相互的、組織的に取り除き緊張を緩和することに成功した段階である。また宥和に並んで「同盟」（アライアンス）という可能性もある。同盟が成立すれば両国間の具体的な軍事的、経済的な協力関係が形成される。

## 歴史
近代ヨーロッパの国際社会の外交コミュニケーションを効率化するために、当時の各国外交官は外交理念や外交慣行、外交に関わる概念を開発して共有化することを進めた。その中で「デタント」と呼ばれる概念が確立された。
しかし、欧州列強による国際社会システムが崩壊してからは古典的な概念として、学ばれることも少なくなり、正確性を欠いて誤用されるようになった。
現代では冷戦体制下の1960年代末から1970年代末にいたる米ソの政治対話が行われるようになった、いわゆる米ソデタントをもっぱら指すようになった。この意味での使用は、1963年の部分的核実験停止条約の締結後から米国でマスコミや専門家の間で用いられるようになったのが始まりであると考えられている。